# 藤原忠通

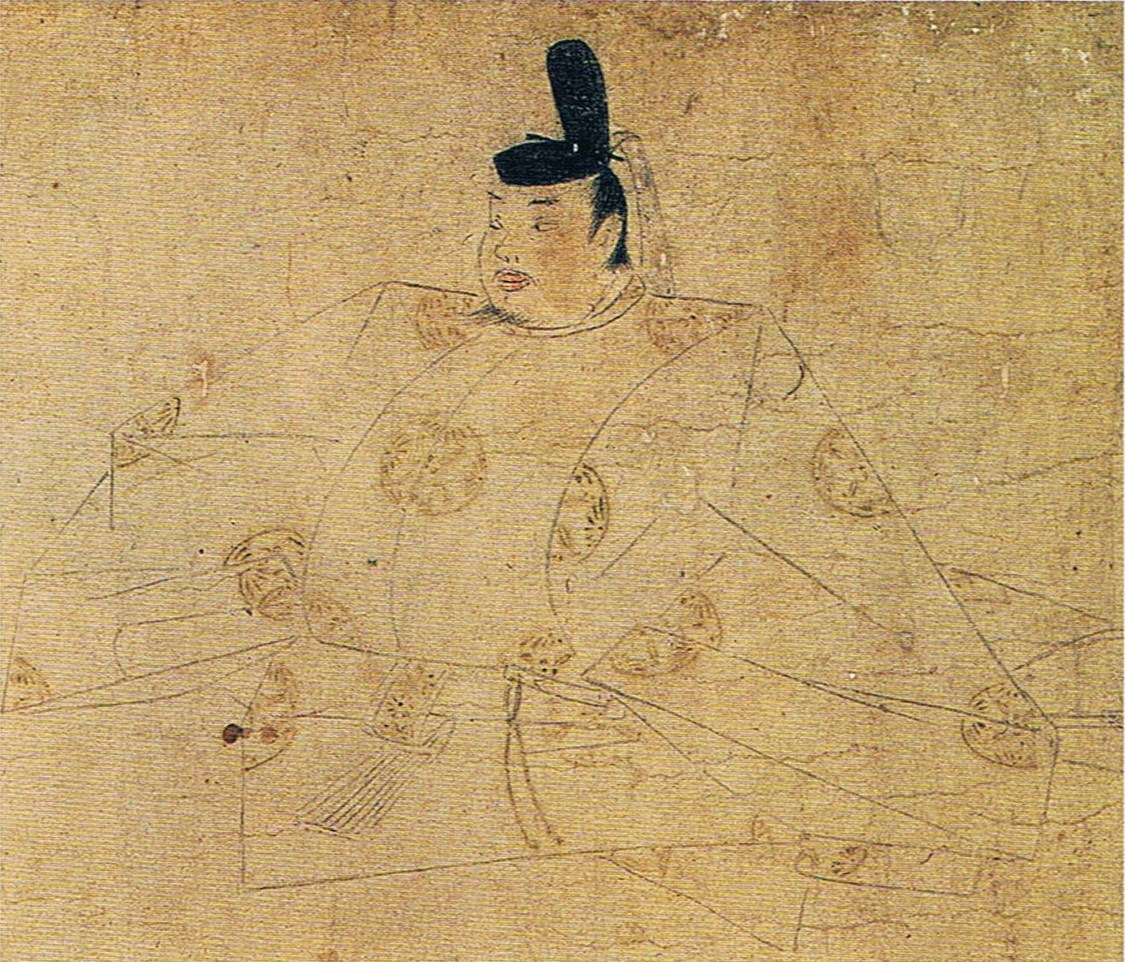
忠通像

藤原忠通（ふじわら の ただみち，1097年3月15日—1164年3月13日），日本平安時代公卿。藤原北家出身，藤原忠實長子。官至從一位攝政關白太政大臣，世稱法性寺殿、高陽院，法名圓觀。

## 簡介
1121年，忠通之父忠實觸怒白河法皇，因而白河法皇將原屬忠實的關白、藤氏長者轉授忠通。1122年，進從一位，拜左大臣。1123年，崇德天皇即位，忠通任攝政。1128年，拜太政大臣。
忠實偏愛次子賴長，與忠通不合。1150年忠實希望讓賴長擔任內覽，忠通則向鳥羽法皇表示反對，此舉令忠實大感憤怒，認為忠通「不孝」，派人至忠通家中，奪取朱器臺盤（藤氏長者的信物），授予賴長。其時忠通正欲為嫡子基實舉行加冠禮，因氏長者的地位被奪而中止；而後嫡子基實元服禮、次子基房著袴禮，都只有少數公卿與會。在近衛天皇在位期間，賴長（時任內覽左大臣氏長者）的權勢壓過任關白的忠通。
1156年，鳥羽法皇去世，爆發保元之亂，賴長與忠通分屬崇德上皇、後白河天皇兩方陣營。最後後白河天皇一方得勝，賴長死於亂中。忠通因而重任氏長者。
忠通為人寬厚，而喜怒不形於色。擅長寫文章、和歌、與書法。忠通之子基實、基房、兼實，分別為近衛家、松殿家、九條家的始祖。故忠通可謂五攝家的共祖。

## 系譜
- 父：藤原忠實
- 母：源師子 - 源顯房（日语：源顕房）之女
- 正室：藤原宗子 - 藤原宗通之女
  - 女子：藤原聖子（1122-1182） - 崇德天皇中宮、皇嘉門院
- 妻：源信子 - 源國信之女、從二位典侍
  - 男子：近衛基實（1143-1166）（五攝家近衛家始祖）
- 妻：源俊子 - 源國信之女
  - 男子：松殿基房（1145-1231）（松殿家始祖）
  - 男子：信圓（1153-1224）
  - 男子：最忠
- 妻：源俊子 - 源顯俊之女
  - 女子：藤原育子（1146-1173） - 二條天皇中宮、六條天皇養母。（一說為徳大寺實能之女。）
- 妻：家女房加賀局 - 藤原仲光之女
  - 男子：九條兼實（1149-1207）（五攝家九條家始祖）
  - 男子：道圓（1151-1170）
  - 男子：藤原兼房（1153-1217）
  - 男子：慈圓（1155-1225）
- 妻：藤原基信之女
  - 男子：惠信（1114-1171）
- 妻：家女房五條 - 源盛經之女
  - 男子：尊忠（1150-?）
- 生母不明
  - 男子：覺忠（1118-1177）
  - 養女：藤原呈子（1131-1176） - 近衛天皇中宮。實父為藤原伊通

## 關連項目
- 藤原氏

| 王位覬覦者                         | 王位覬覦者                                                                                 | 王位覬覦者                         |
| ---------------------------------- | ------------------------------------------------------------------------------------------ | ---------------------------------- |
| 前任： 藤原忠實                    | 藤氏長者 1121年3月25日－1150年10月18日 1156年7月29日－1158年9月5日                         | 繼任： 藤原賴長                    |
| 前任： 藤原賴長                    | 藤氏長者 1121年3月25日－1150年10月18日 1156年7月29日－1158年9月5日                         | 繼任： 近衛基實                    |
| 官衔                               |                                                                                            |                                    |
| 前任： 源雅實                      | 內大臣 1115年5月23日－1123年1月16日                                                        | 繼任： 源有仁                      |
| 空缺上一位持有相同頭銜者：源俊房   | 左大臣 1123年1月16日－1129年1月9日                                                         | 空缺下一位持有相同頭銜者：藤原家忠 |
| 前任： 藤原忠實                    | 關白 1121年3月25日－1123年2月25日 1129年7月18日－1142年1月5日 1150年12月29日－1158年9月5日 | 空缺下一位持有相同頭銜者：自己     |
| 空缺上一位持有相同頭銜者：自己     | 關白 1121年3月25日－1123年2月25日 1129年7月18日－1142年1月5日 1150年12月29日－1158年9月5日 | 空缺下一位持有相同頭銜者：自己     |
| 空缺上一位持有相同頭銜者：自己     | 關白 1121年3月25日－1123年2月25日 1129年7月18日－1142年1月5日 1150年12月29日－1158年9月5日 | 繼任： 近衛基實                    |
| 空缺上一位持有相同頭銜者：藤原忠實 | 攝政 1123年2月25日－1129年7月18日 1142年1月5日－1150年12月29日                             | 空缺下一位持有相同頭銜者：自己     |
| 空缺上一位持有相同頭銜者：自己     | 攝政 1123年2月25日－1129年7月18日 1142年1月5日－1150年12月29日                             | 繼任： 近衛基實                    |
| 空缺上一位持有相同頭銜者：源雅實   | 太政大臣 1129年1月9日－1129年4月30日 1149年11月26日－1150年4月12日                         | 空缺下一位持有相同頭銜者：自己     |
| 空缺上一位持有相同頭銜者：自己     | 太政大臣 1129年1月9日－1129年4月30日 1149年11月26日－1150年4月12日                         | 空缺下一位持有相同頭銜者：三條實行 |
| 军职                               |                                                                                            |                                    |
| 前任： 源雅實                      | 左大將 1119年3月18日－1121年3月31日                                                        | 繼任： 藤原家忠                    |